# ریبار (تایوان)

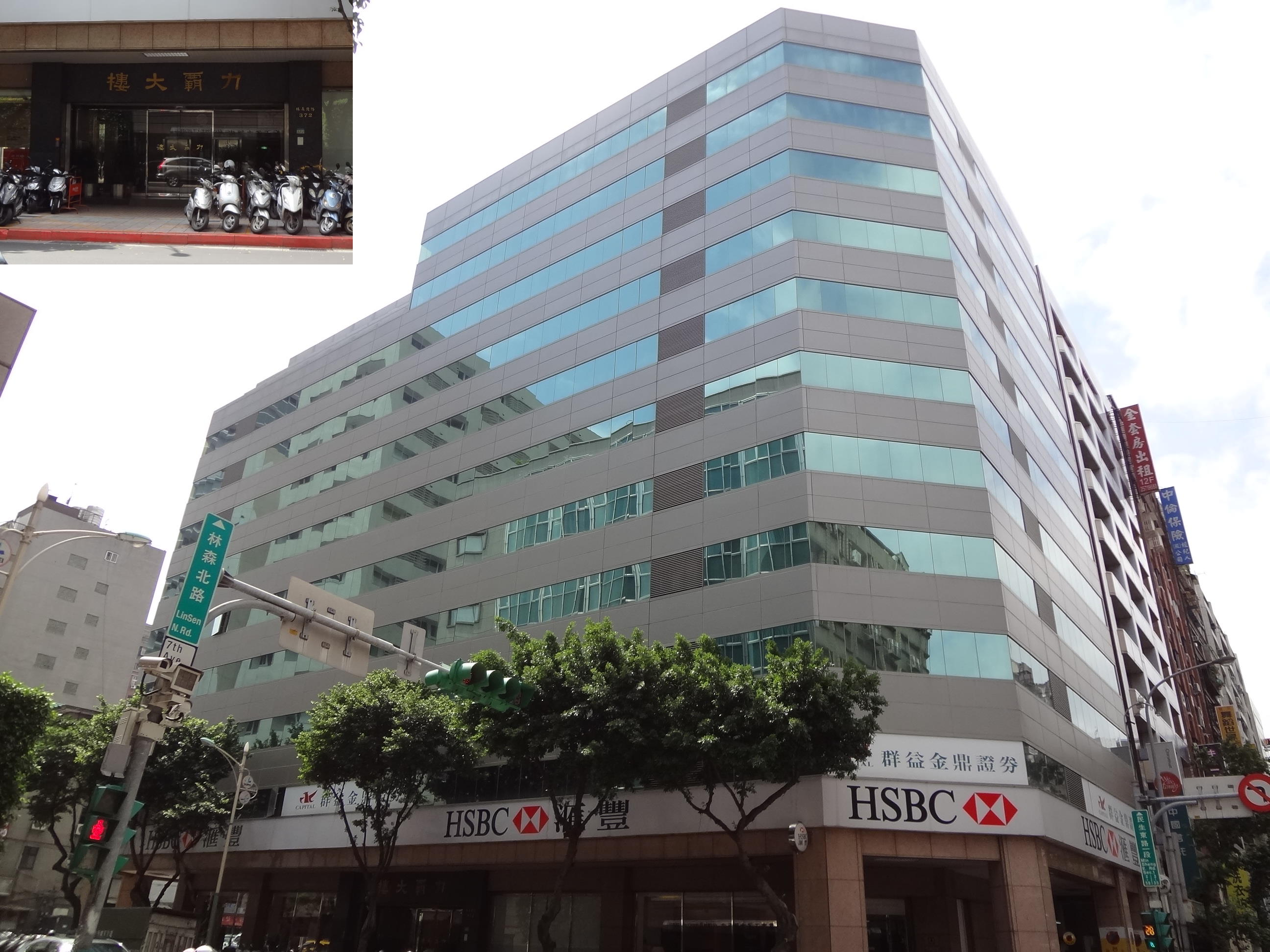
دفتر مرکزی شرکت گروه میلگرد در تایپه

گروه ریبار (چینی: 力霸集團; پین‌یین: Lìbà Jítuán) یک شرکت تایوانی است که در زمینه منسوجات داخلی، ساخت و ساز، هتل و املاک، خدمات خرده فروشی، بیمه خودرو و ساختمان، بانکداری و رسانه در تایوان فعالیت می‌کند.
نام این شرکت برگرفته از آغاز فعالیت آن در دهه ۱۹۶۰ به عنوان تولیدکننده میلگردهای (Rebar) تقویت کننده است.
اکنون سهام بزرگی از رسانه‌های کابلی تایوانی به عنوان OmniMedia (東森) TV Corp در اختیاراین شرکت است و همچنین در پایان دهه ۱۹۹۰، تجارت تلفن همراه را با عنوان گروه مخابراتی آسیا پاسیفیک (亞太) به دست آورد.
در پایان سال ۲۰۰۶ این شرکت پس از چندین سال پنهان کردن مشکلات مالی خود با وام‌های سنگین از بانک چین با مشکلات جدی روبرو شد. مدیر عامل و بنیانگذار، وانگ یو-تنگ (王又曾) که در ارتباط با این موضوع درگیر تجارت داخلی و اختلاس بوده‌است و در ۳۰ دسامبر ۲۰۰۶، چند روز پیش از شروع تحقیقات از سوی دادستانی، از تایوان گریخت اما سپس در ایالات متحده بازداشت شد و به اتهام اختلاس ۶۰ میلیارد دلار تایوان (۱٫۸ میلیارد دلار آمریکا) از سرمایه‌های شرکتی توسط دادستان‌های تایوانی تحت تعقیب قرار گرفت. او در ماه می ۲۰۱۶ (اردیبهشت ۱۳۹۵) در یک حادثه رانندگی درگذشت.

## شاخه‌ها
شاخه‌ها عبارتند از:
- تلویزیون: OmniMedia (東森)
- امور مالی: بانک چین، بیمه اتحادیه
- خدمات: املاک میلگرد، زنجیره خرده فروشی میلگرد، هتل ریبار، آکواریوم تایپه
- ساخت: میلگرد ساختمانی، میلگرد مواد غذایی (به ویژه روغن آشپزی)
- مخابرات: مخابرات آسیا و اقیانوسیه (亞太)